# Río Grande (Tierra del Fuego)
Río Grande ist mit 98.017 Einwohnern (2022, INDEC) vor Ushuaia die größte Stadt der Insel Feuerland an der Südspitze Südamerikas. Sie ist die Hauptstadt des gleichnamigen Departamento Río Grande in der argentinischen Provinz Tierra del Fuego.

## Lage
Río Grande liegt direkt am Atlantischen Ozean, mitten im Naturschutzgebiet Reserva Costa Atlántica Tierra del Fuego. Über die Nationalstraße RN-3 ist der Ort mit dem etwa 200 km südlich gelegenen Ushuaia verbunden, eine Straßenverbindung ins argentinische Festland existiert nicht. Es besteht jedoch über chilenisches Staatsgebiet eine 20-minütige Fährverbindung von Bahía Azul an der Nordspitze Feuerlands nach Punta Delgada auf dem Festland. Río Grande verfügt über einen internationalen Flughafen, den Flughafen Río Grande. Das Klima ist kalt semi-arid (BSk) bzw. subpolar ozeanisch (Cfc).

## Geschichte
Der Name der Stadt geht auf den gleichnamigen Fluss zurück, an dessen Ufer sich 1893 mit der Gründung der Salesianermission die ersten Weißen inmitten des Stammesgebietes der Selk’nam ansiedelten. Wesentliche Impulse gingen für die Siedlung durch die beginnende Schafzucht und die Goldgewinnung durch Julio Popper aus.
Die Stadt wurde 1921 per Dekret offiziell gegründet und entwickelte sich schon bald zum Handelszentrum und Hafen für die umliegenden Estancias. 1949 wurde in der Umgebung Erdöl in 2000 m Tiefe entdeckt. Dieses Fördergebiet liefert (2023) über 20 % des Energiebedarfs des Landes. Río Grande blieb lange eine unbedeutende Kleinstadt, bis in den 1970er-Jahren die Insel Feuerland zur Sonderwirtschaftszone erklärt wurde. Daraufhin erlebte die Stadt ein stürmisches Wachstum: über 200 Unternehmen der Öl-, Elektronik- und Textilindustrie siedelten sich an.
In den 1990er-Jahren erlebte die Industrie der Stadt eine schwere Krise, viele Betriebe mussten schließen. Erst nach der Abwertung des argentinischen Peso (2002) gelang es, einige der Betriebe wiederzubeleben.

## Städtepartnerschaft
- Colón, Panama
- Punta Arenas, Chile

## Klimatabelle
|                       | Jan  | Feb  | Mär  | Apr  | Mai  | Jun  | Jul  | Aug  | Sep  | Okt  | Nov  | Dez  |   |       |
| Mittl. Tagesmax. (°C) | 16,1 | 15,7 | 13,5 | 10,5 | 6,5  | 3,1  | 3,0  | 5,2  | 8,3  | 11,4 | 13,4 | 15,1 | ⌀ | 10,1  |
| Mittl. Tagesmin. (°C) | 5,7  | 5,4  | 3,5  | 1,6  | −0,8 | −3,2 | −3,1 | −1,7 | −0,2 | 1,6  | 3,3  | 4,8  | ⌀ | 1,4   |
|                       |      |      |      |      |      |      |      |      |      |      |      |      |   |       |
| Niederschlag (mm)     | 36,0 | 29,7 | 27,2 | 28,8 | 29,4 | 26,7 | 23,9 | 20,7 | 17,1 | 18,5 | 27,0 | 36,0 | Σ | 321   |
|                       |      |      |      |      |      |      |      |      |      |      |      |      |   |       |
| Regentage (d)         | 12,4 | 10,9 | 9,9  | 9,8  | 9,9  | 8,0  | 7,6  | 7,6  | 7,9  | 7,8  | 9,2  | 11,3 | Σ | 112,3 |
|                       |      |      |      |      |      |      |      |      |      |      |      |      |   |       |
| Luftfeuchtigkeit (%)  | 72,7 | 74,6 | 77,8 | 82,4 | 86,0 | 87,7 | 86,5 | 84,5 | 79,5 | 73,8 | 70,0 | 70,6 | ⌀ | 78,9  |

| 5,7 |

| 5,4 |

| 3,5 |

| 1,6 |

| −0,8 |

| −3,2 |

| −3,1 |

| −1,7 |

| −0,2 |

| 1,6 |

| 3,3 |

| 4,8 |

| 5,7 |

| 5,4 |

| 3,5 |

| 1,6 |

| −0,8 |

| −3,2 |

| −3,1 |

| −1,7 |

| −0,2 |

| 1,6 |

| 3,3 |

| 4,8 |

## Galerie

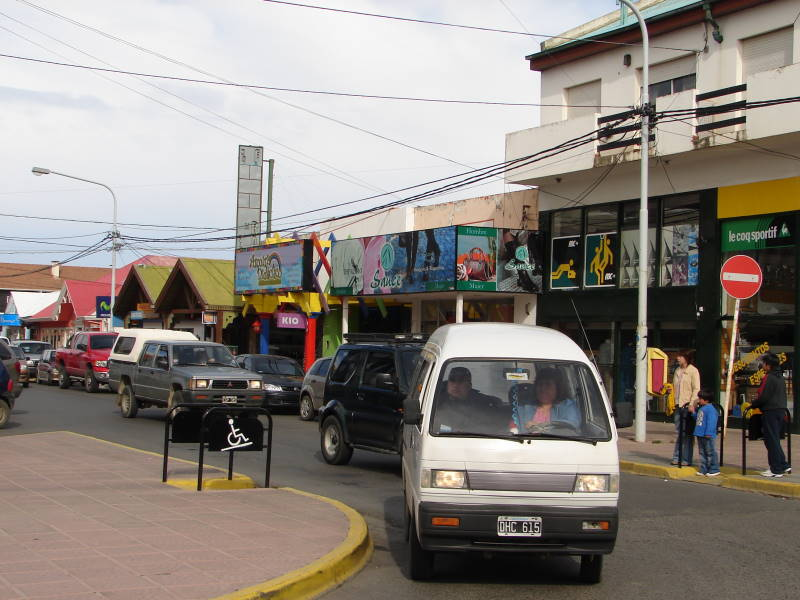
Straße im Zentrum
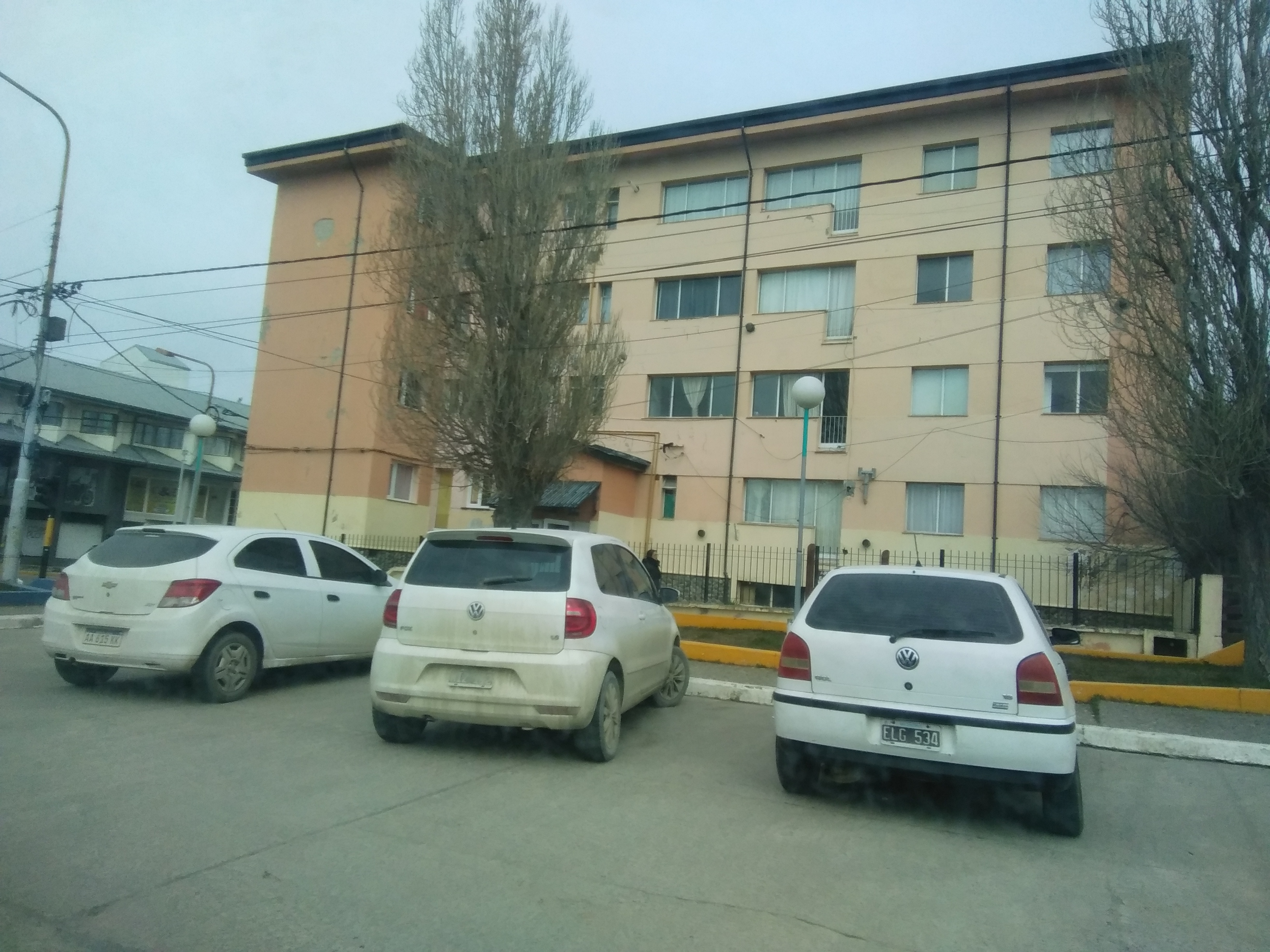
Erstes Mehrfamilienhaus der Stadt
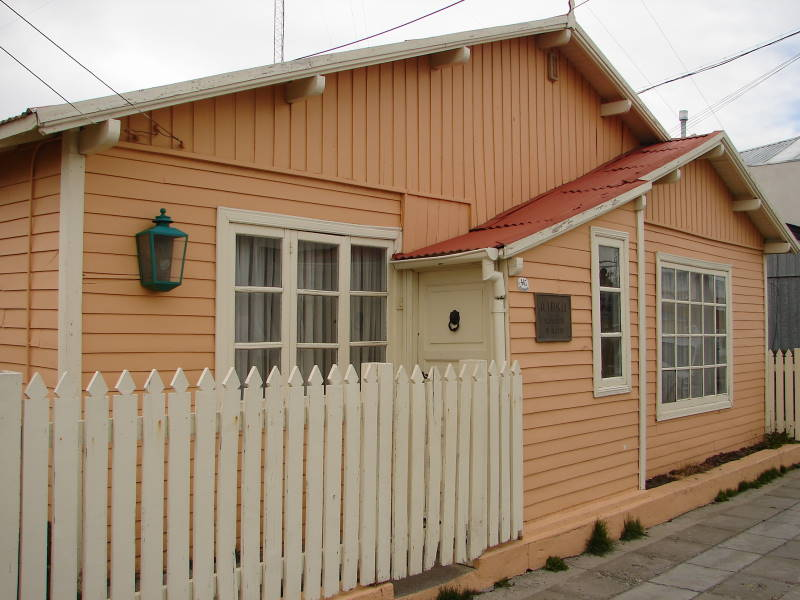
Typisches Einfamilienhaus
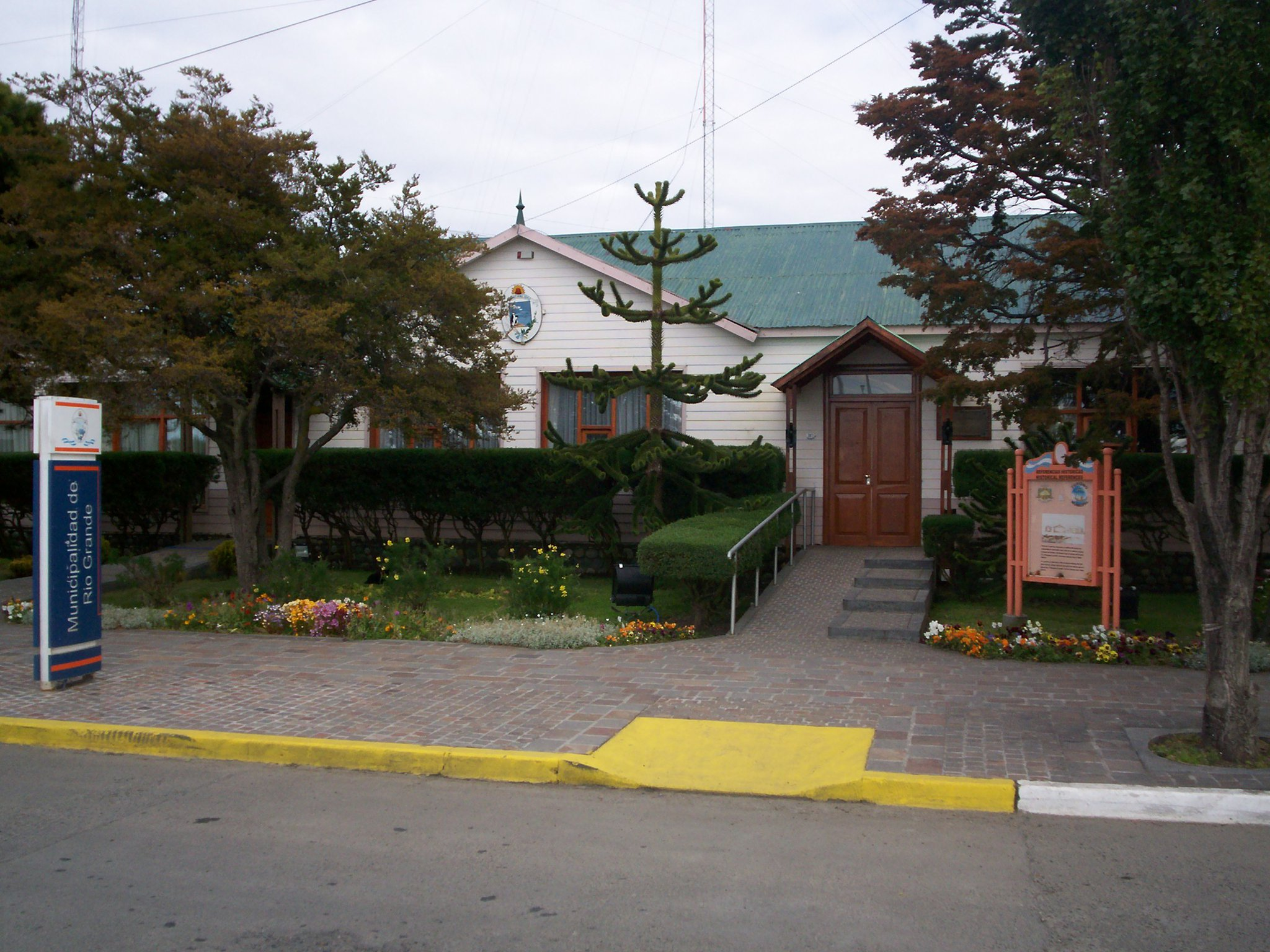
Rathaus
Denkmal der Helden der Falklandinseln
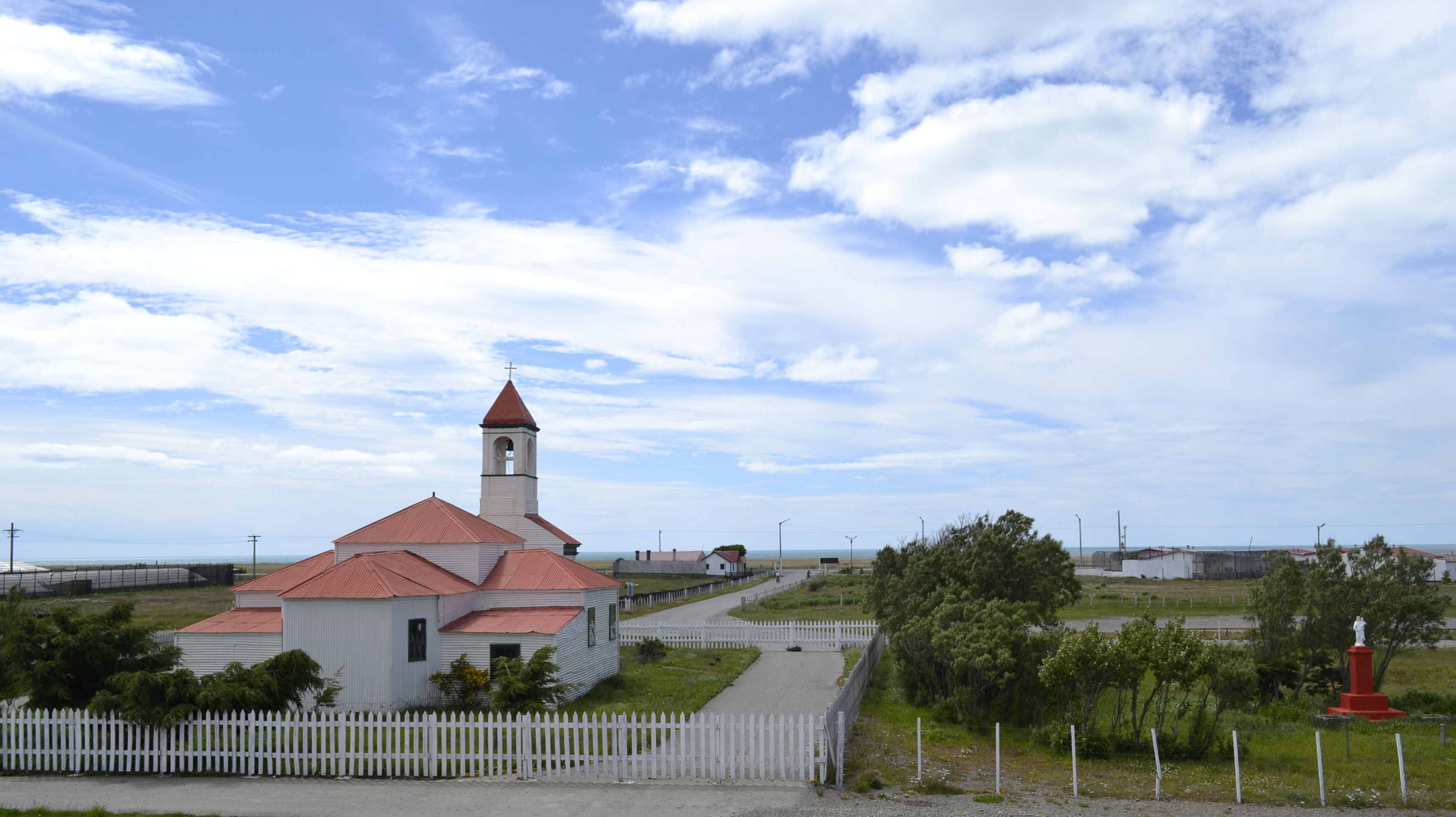
Salesianermission
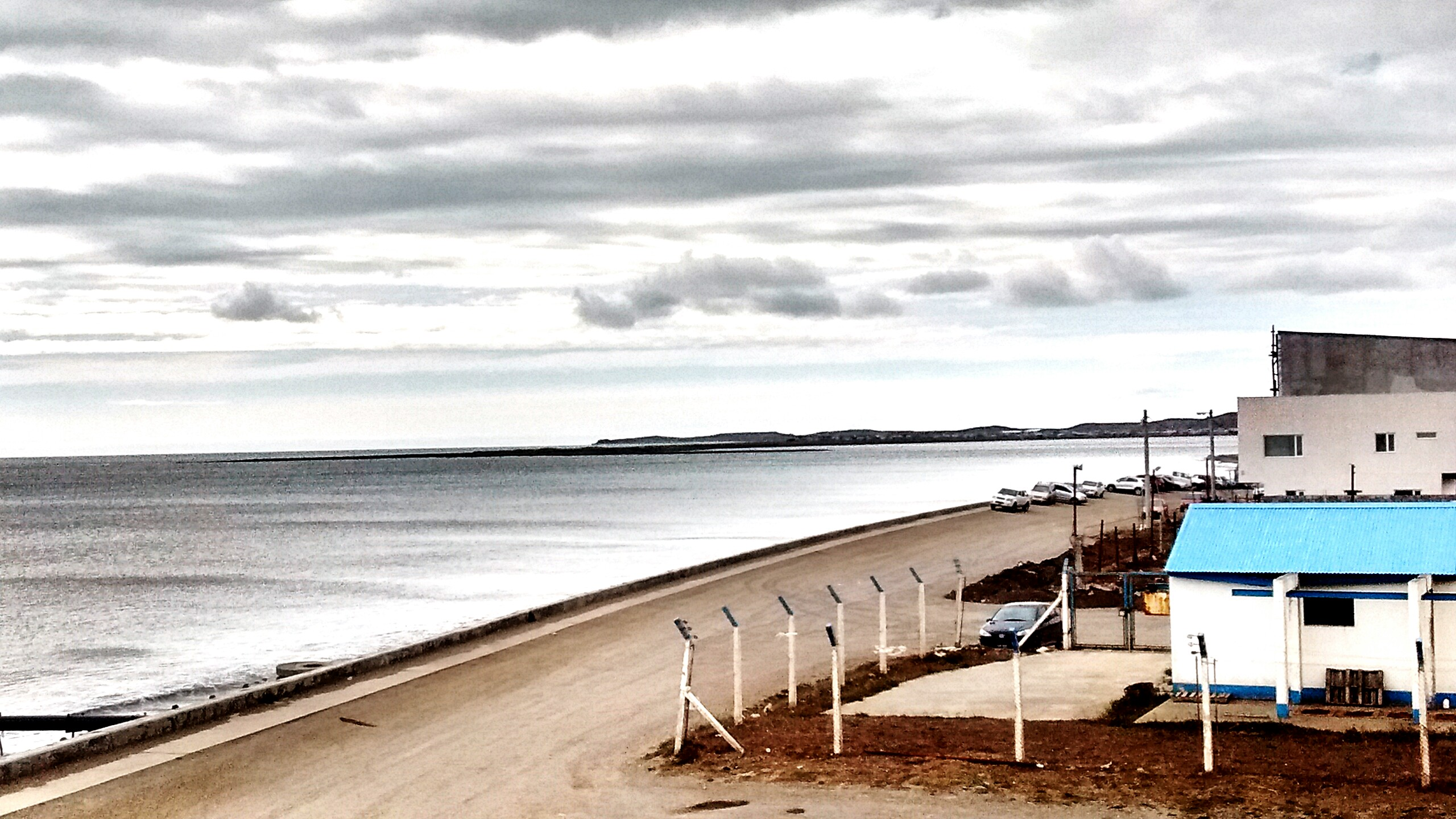
Blick von Río Grande auf das Peña-Kap
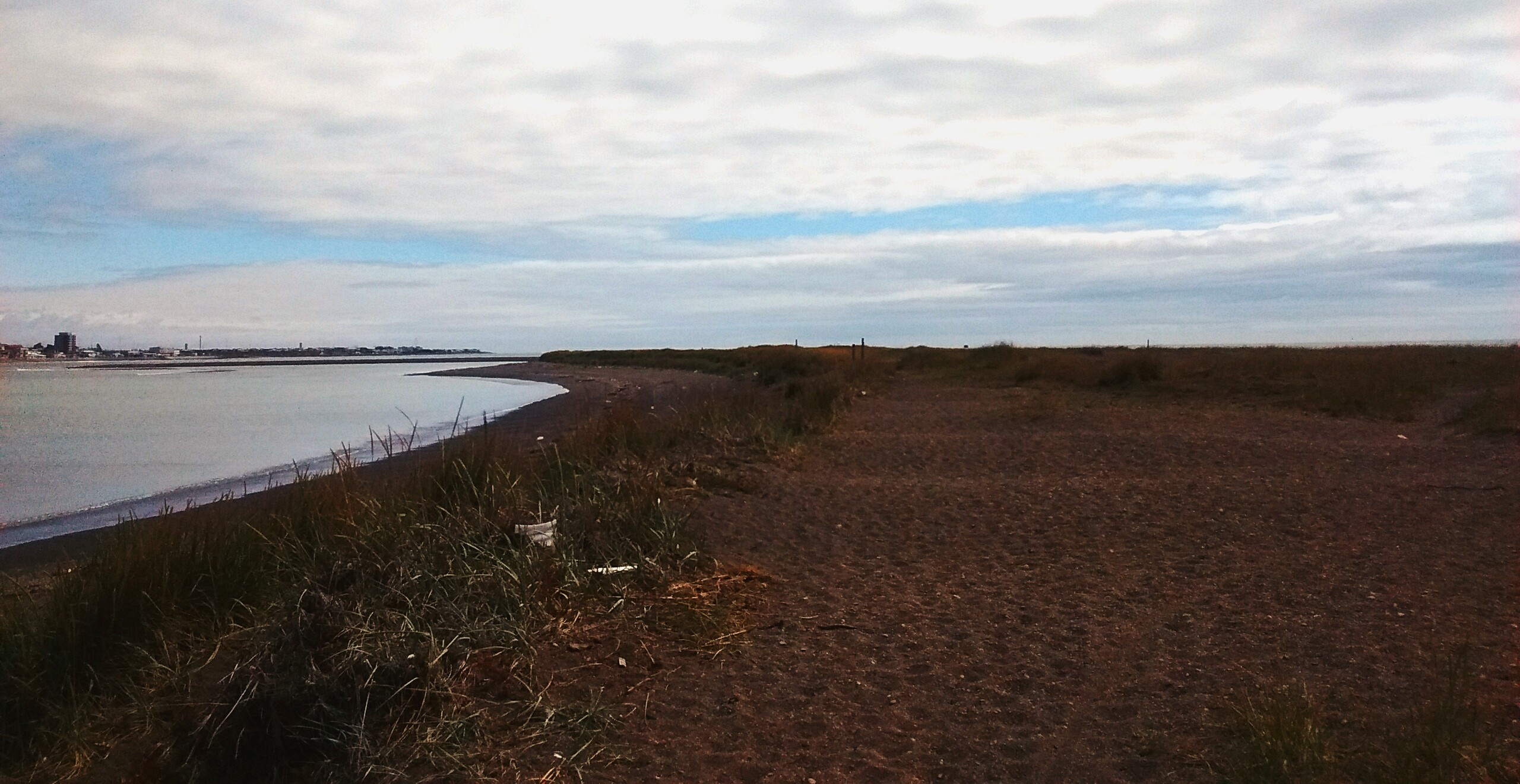
Strand von Río Grande